# Église de la Presentazione di Maria al Tempio della Scorziata
L'église de la Présentation-de-Marie-au-Temple-de-la-Scorziata (Presentazione di Maria al Tempio della Scorziata), ou Sacro Tempio della Scorziata, est une église du centre historique de Naples dédiée à la Présentation de Marie au Temple et située vico Cinquesanti. Elle est dans un état alarmant de dégradation. 

## Histoire
Le couvent de la Présentation-de-Marie-au-Temple-de-la-Scorziata est fondé en 1579 par trois dames de la noblesse napolitaine, Giovanna Scorziata, Lucia et Agata Paparo. Ces deux dernières sont les filles d'Aurelio Paparo, fondateur du Mont-de-Piété de Naples. Giovanna Scorziata, épouse de Ferrante Brancaccio, est une des filles spirituelles de saint Gaëtan, fondateur des théatins. Devenue veuve, elle fonde dans une aile du palais familial (le palazzo de Scorciatis) un couvent qu'elle confie aux théatins. En 1585, Lucia Paparo, à cause de dissensions concernant la gestion, se retire de la gestion de ce couvent et fonde le sien propre, Santa Maria della Stella alle Paparelle.
Au XVIIIe siècle, l'ensemble est refait en style baroque. Il est confié au XXe siècle à l'archiconfrérie du Santissimo Sacramento all'Avvocata.
Aujourd'hui l'église est fermée au public et tombe en ruines.

## Description
La façade est à deux ordres, scandés d'une paire de lésènes ioniques de stuc au premier. Le portail de stuc et de piperno est surmonté d'un ovale avec une croix sur trois monts. Réalisé au début du XIXe siècle, il représente le symbole de l'archiconfrérie. L'entrée est précédée d'une grille avec des piliers en piperno de style baroque.
L'intérieur est une salle voûtée. Toutes les décorations ont été volées en 1993 au cours d'un cambriolage où ont été également dérobés des tableaux : La Présentation au Temple d'un élève de Solimena,  Saint Jean, copie d'une toile du Caravage, La Vierge apparaissant à saint Romuald, d'un inconnu maniériste du XVIIe siècle, Notre-Dame du Rosaire d'un disciple de Massimo Stanzione, ainsi qu'une Madone avec saint Anne et saint Agnellus et une Vierge à l'Enfant avec des saints du XVIIIe siècle.
Des édicules et des autels du XVIIIe siècle ont été volés, y compris le maître-autel qui présentait une Présentation au Temple en marbre. Les bénitiers et une statue de Sainte Rose ont également disparu au cours de ce vaste cambriolage.  La chaire de bois et l'orgue du XVIIIe siècle n'ont pas été épargnés.
Récemment, la voûte s'est écroulée. Une fresque dans un espace souterrain représentant La Crucifixion de la seconde moitié du XVIe siècle a été retrouvée. 
De plus, un incendie a achevé de détruire l'intérieur dans la nuit du 16 au 17 janvier 2012. Enfin au début de l'année 2015, les restes du pavement ont disparu. Plus rien ne reste de l'église qui ait de la valeur.

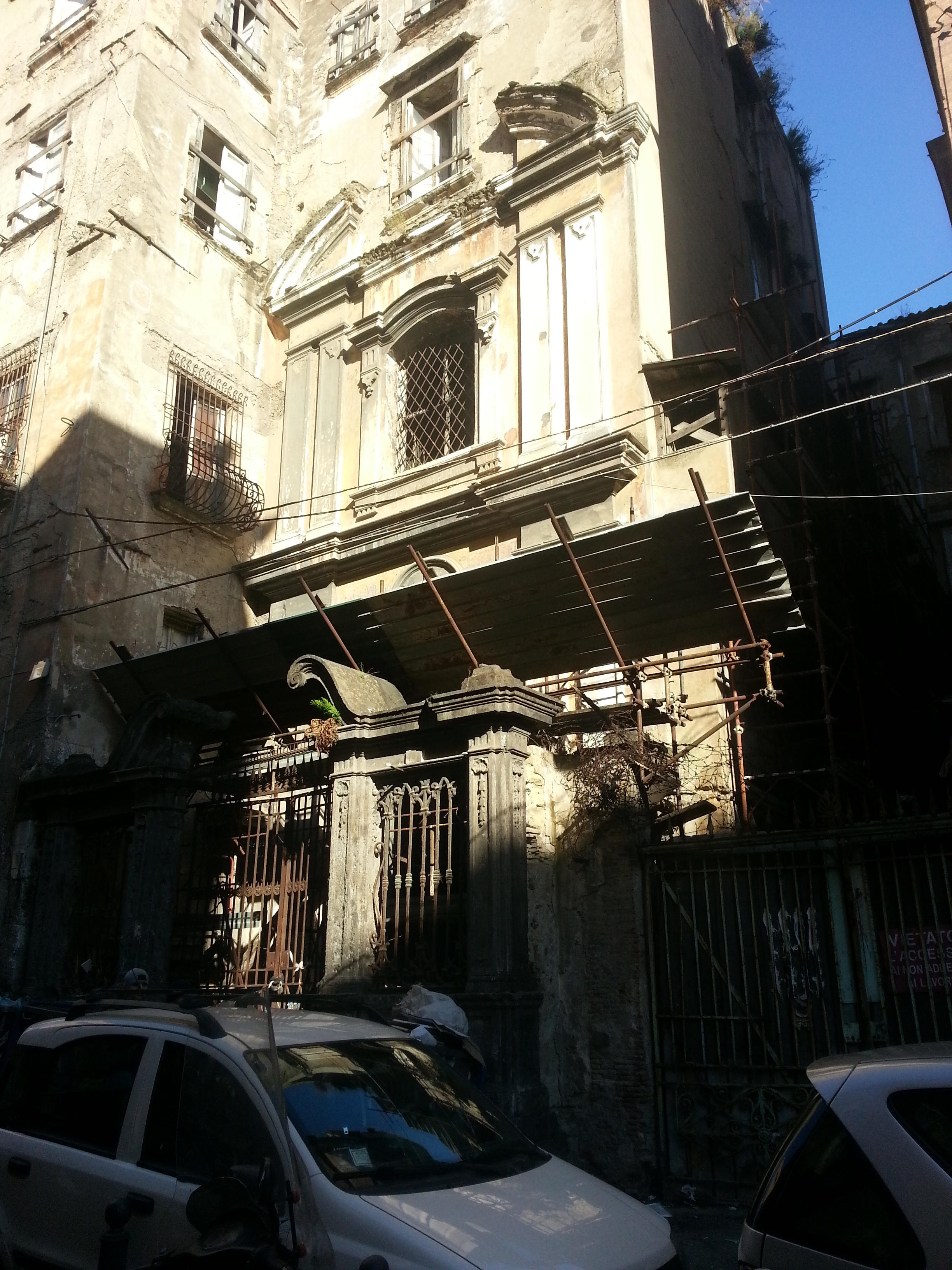
Façade dégradée de l'église en 2013
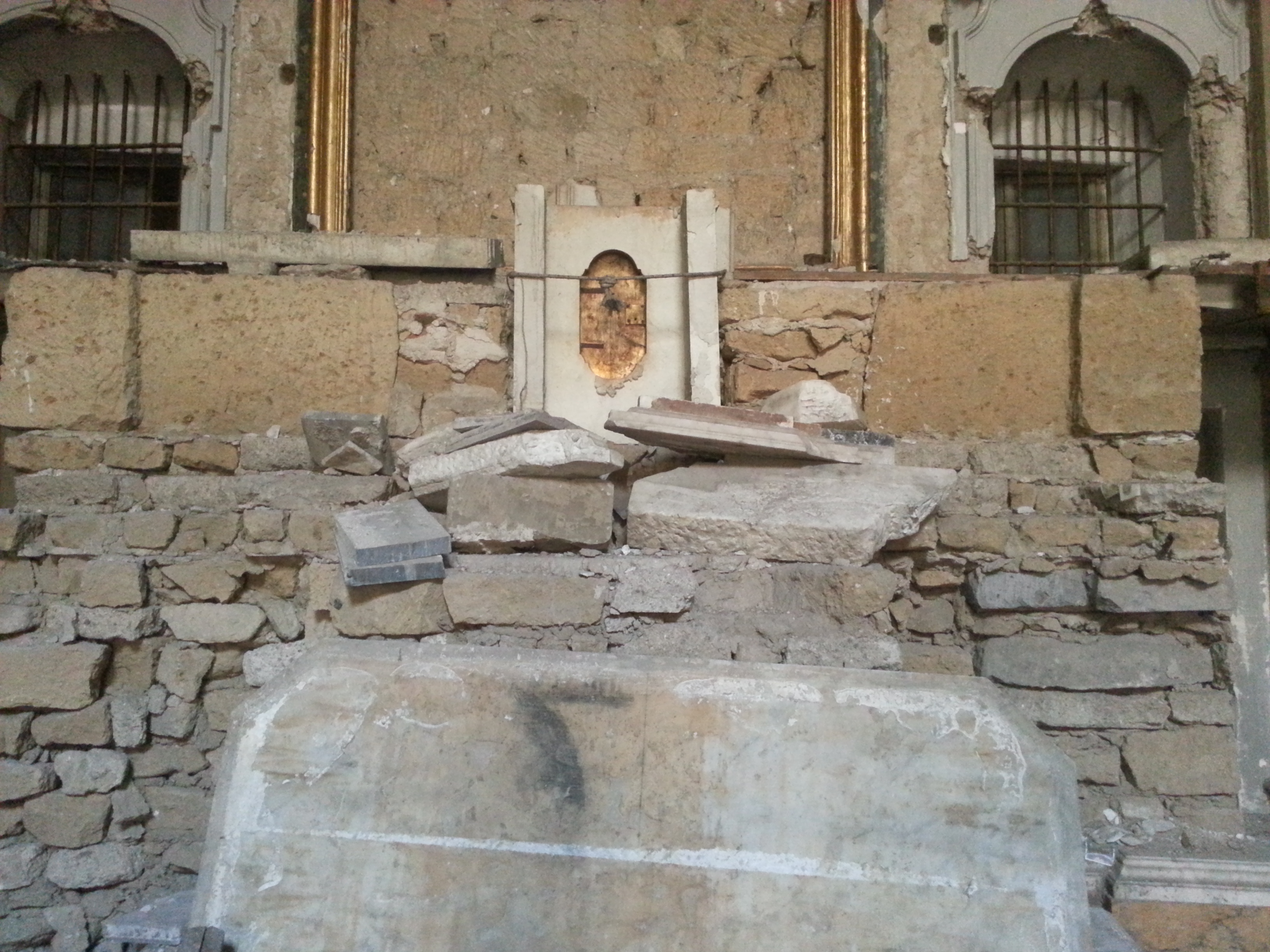
Vestiges du maître-autel démembré
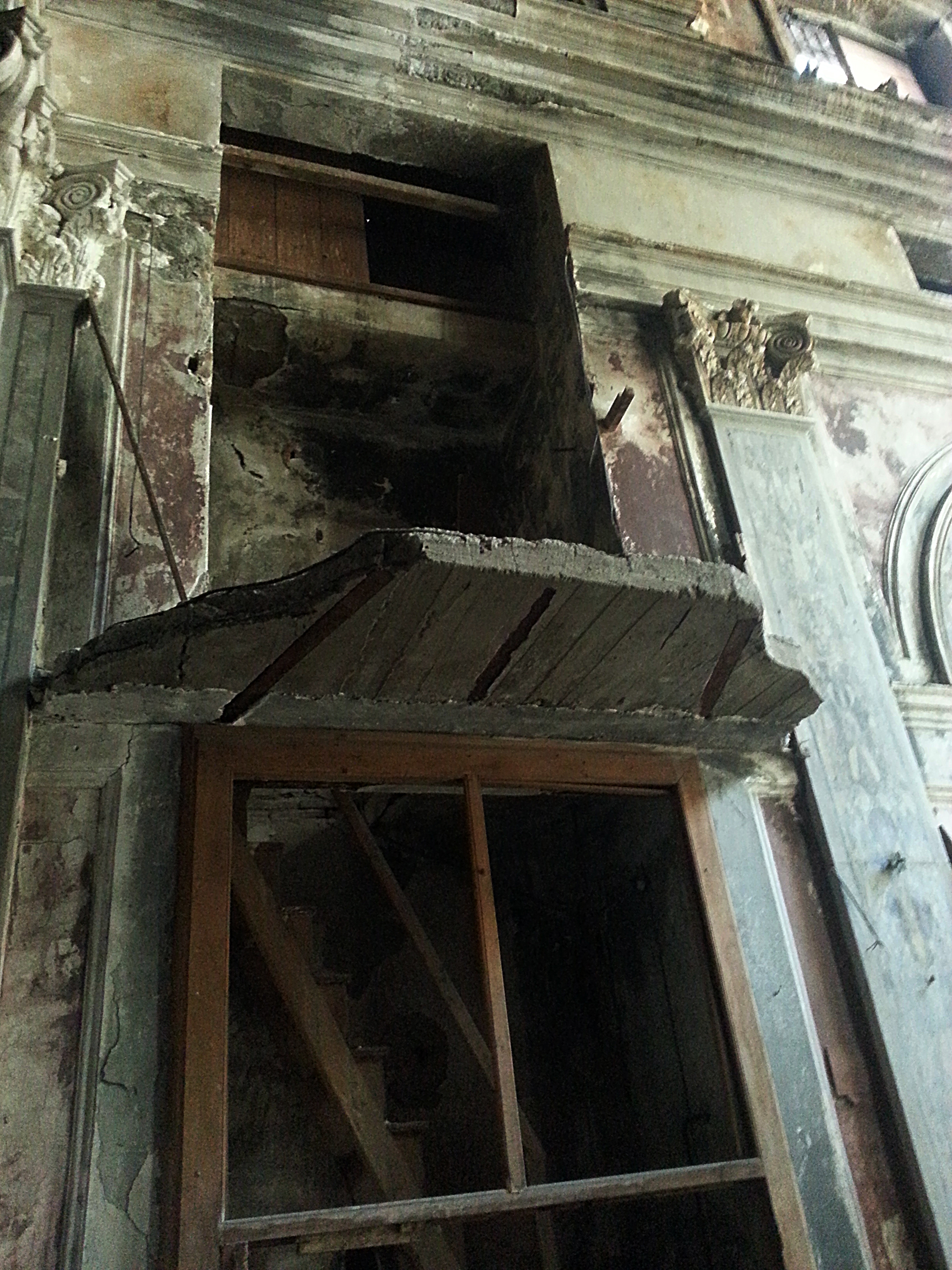
Reste de la tribune
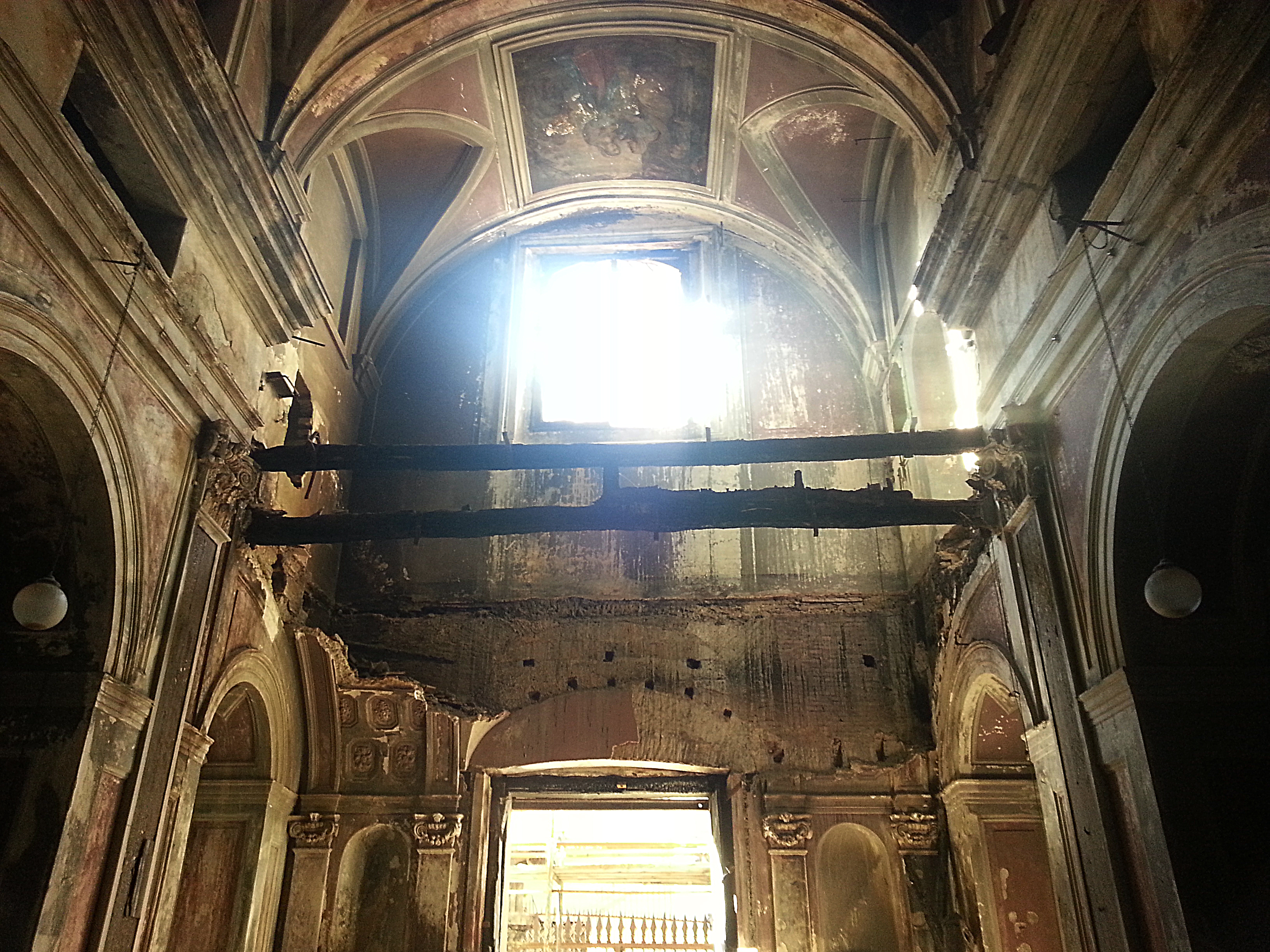
Le chœur incendié

## Source de la traduction
- (it) Cet article est partiellement ou en totalité issu de l’article de Wikipédia en italien intitulé « Sacro Tempio della Scorziata » (voir la liste des auteurs).